# Referéndum constitucional de Perú de 1919
El referéndum constitucional del Perú de 1919 se realizó el lunes 25 de agosto de 1919. Las reformas propuestas fueron aprobadas por los votantes.

## Antecedentes
El 4 de julio de 1919, el presidente electo Augusto B. Leguía realizó un golpe de Estado. El 10 de julio emitió dos decretos, uno llamando a elecciones parlamentarias para el 24 de agosto, y uno para un referéndum sobre la reforma constitucional al día siguiente. El Congreso recién elegido sería capaz de discutir y complementar la constitución, sino que estaría obligado por el resultado del referéndum.

## Enmiendas
La nueva constitución tuvo 19 capítulos. Estipulaba un periodo presidencial de cinco años, con el presidente elegido por el Congreso. El Congreso sería elegido en su totalidad en un periodo de cinco años, mientras que también habría tres asambleas provinciales. Asimismo, prevé seis años de educación primaria gratuita y obligatoria, limita la pena de muerte a casos de asesinato y traición, y aseguró que la ley marcial no podía restringir las libertades personales.

## Consecuencias
Después de haber sido aprobada por los votantes, la constitución fue aprobada por el Congreso el 27 de diciembre de 1919 por 79 votos a 0.